# وی‌دبلیو قیفاووس
وی‌دبلیو قیفاووس یک ستاره است که در صورت فلکی قیفاووس قرار دارد.